# 平原誠之
平原 誠之（ひらはら まさゆき、1980年7月15日 - ）は、日本の作曲家・ピアニストである。日本・エルサルバドル音楽親善大使。

## 略歴
兵庫県神戸市出身。8歳よりピアノを始め、基本的な手ほどきを受けた後、ピアノ・作曲を独習。
- 1999年、阪神・淡路大震災復興記念クラシックフェスティバル音楽コンクール作曲部門に参加し、財団法人兵庫県芸術文化協会賞並びに金賞を受賞。
- 2003年、本格的に音楽家として活動を開始する。
- 2009年、都ホテル大阪にて行われた、中宮寺奉賛会総裁の宮推戴式にて、高円宮久子臨席のもと演奏を行う。
- 2010年
  - 聖徳宗「中宮寺」で開闢以来初となるピアノ演奏を行う。
  - エディンバラにて行われた、ショパン生誕200周年記念に際し、外務省在エディンバラ日本国総領事館、ポーランド総領事館（ポーランド語版）、エディンバラ大学の三者共催によるソロ・コンサートに日本代表として招聘されソロ・コンサートを行う。
  - 多大なる文化に貢献したとして、外務省在エディンバラ日本国総領事館、総領事より「外務省在外公館館長表彰」を授与される。
- 2011年
  - 外務省在エディンバラ日本国総領事より再招聘を受け、エディンバラ、ゲーツヘッド、グラスゴーでソロ・コンサートを開催。
  - あさひグリーンファミリー表紙を飾る。ピアノ専門誌「月刊ショパン」11月号表紙を飾る。
  - 2011年、東京大学駒場キャンパス講堂において、「人間の安全保障」と東日本大震災 〜シンポジウムとコンサート〜 に、ソロ・コンサートを務める。
- 2012年
  - アーバインヤマハ・マスターコース作曲クラスに特別教授として招聘され、ギフテッドたちの公開レッスンを行う。
  - 伊勢神宮外宮まがたま池・奉納舞台において、式年遷宮記念「せんぐう館」奉祝記念行事にて演奏。伊勢神宮創建以来、初のピアノ演奏となる。
  - 伊勢神宮鷹司大宮司より表彰状を授与される。
- 2014年
  - 日本・エルサルバドル音楽親善大使に任命される。
  - 石清水八幡宮で創建以来初のピアノ演奏を本殿大前で行う。
  - TVCM「西多摩霊園」のイメージ音楽の作曲を手掛け、関東一円で放送される。
  - クルーズ客船「飛鳥Ⅱ」のゲストエンターテイナーとして、メインショーを務める。
- 2015年
  - 上富田町教育委員会主催事業「アウトリーチ」特別企画で、同町の全小学校を巡り、特別授業とピアノ演奏を行う。
  - ロサンゼルスで、東日本大震災チャリティー・コンサートを2公演開催。
  - エルサルバドルで、「日本・エルサルバドル外交関係樹立80周年記念コンサート」に、日本代表としてソロ・コンサートを2公演開催。エルサルバドル国営放送「TVES」で、平原の1時間の特番が組まれ、エルサルバドルで全国放映される。
  - ピアノ専門誌「月刊ショパン」6月号に表紙を飾る。
  - 映画配給会社「サンリス」の映画ロゴムービーの作曲を手掛ける。
  - 銀座ヤマハホールで行われた「日本・エルサルバドル外交関係樹立８０周年記念平原誠之チャリティー・ピアノ・コンサート」に、エルサルバドルの音楽普及活動のため寄付を行う。また同コンサートに眞子内親王が臨席した。
  - 本田美奈子.が闘病中に遺した未発表の詩に作曲を行い、「ありがとう」のタイトルで知念里奈によって初演を行う。本田美奈子.のボイスレコーダーにピアノ演奏を乗せたCD「AGAIN」の演奏・編曲を手掛け、日本コロムビアより発売。
- 2016年
  - 石清水八幡宮「国宝記念ピアノ・コンサート」を本殿大前で行う。
  - クルーズ客船「にっぽん丸」のゲストエンターテイナーとして、メインショーを務める。
- 2017年、浅田次郎原作映画「輪違屋糸里」の全音楽の作曲・音楽監督を務める。演奏：京都フィルハーモニー室内合奏団、その他ソリスト・メンバー（2018年12月〜2019年4月全国公開）
- 2018年
  - レディオ・バルーンで放送のラジオ番組「平原誠之♬音楽のおもてなし」（毎週日曜21:00〜22:00）のパーソナリティに就任。
  - 映画「Tokyo Loss」のオープニング音楽を手掛ける。
  - 奈良薬師寺の食堂において、ピアノ演奏を行う。
- 2019年
  - 広島の被爆ピアノを用いて、平和ピアノ・コンサートを愛知、広島で開催。演奏曲：平和への願い 〜広島被爆に寄せて（作曲：平原誠之）、特攻隊員「曇り無き、あの若人たちの眼差しよ」（作曲：平原誠之）ほか
  - 高野山福山別院（広島）創建以来初のピアノ演奏を行う。
- 2021年、慶安寺（足助町）創建以来初のピアノ演奏を行う。
- 2023年、演奏活動20周年を迎え、各地で記念公演を行う。
- 2023年、舞台　音楽朗読劇「美男ペコパンと悪魔」（12月21日〜24日 東京全8公演）の作曲と演奏を手掛ける。原作は「レ・ミゼラブル」のヴィクトル・ユーゴー。
- 2024年、映画「愛の挨拶」の挿入曲・エンドロールの音楽を務める。
- 2024年、自作曲　ピアノ協奏曲「宿命」（全４楽章）を、栗東芸術文化会館さきら大ホールにおいて世界初演を行う。（平原誠之特別編成オーケストラ）
- 2025年、TVCM「Alloggio南紀白浜」の作曲を手掛ける。

## 人物
- 友人・ファンから「ま〜くん」と呼ばれている。
- 趣味：料理
- スポーツ：Amateur Boxing（BOXY JAPAN BOXING GYM所属）
- 好物：梅干し、ワイン
- 好きな動物：クマ

## 映画音楽（作曲）
- 輪違屋糸里　映画全編の作曲。音楽監督。
- Tokyo Loss　オープニング音楽の作曲。
- 愛の挨拶　挿入曲・エンドロールの音楽。（編曲）

## 舞台音楽（作曲）
- 音楽朗読劇「美男ペコパンと悪魔」 原作：ヴィクトル・ユーゴー〈2023年12月21日〜24日 東京全8公演〉

## 映画配給会社（作曲）
- 株式会社Senlis

## CM音楽（作曲）
- 西多摩霊園（テレビCM） テレビ東京/TBS/東京MX
- うなぎ料理「う玄武」（ラジオCM）
- Alloggio南紀白浜（テレビCM） テレビ大阪

## 神社仏閣（演奏）
- 創建以来初のピアノ演奏者
- 「伊勢神宮」
- 「石清水八幡宮」
- 「聖徳宗 中宮寺」
- 「高野山福山別院」
- 「慶安寺」（足助町）

## 受賞歴
- 阪神・淡路大震災復興記念クラシックフェスティバル音楽コンクール作曲部門、財団法人兵庫県芸術文化協会賞並びに金賞を受賞。
- 外務省在外公館長表彰。
- 式年遷宮記念「せんぐう館」奉祝記念表彰。

## CD
- くまたんの夢（ピアノ・ソロ）　発売：レソノン・ミュージック
- エルサルバドルの風（ピアノ・ソロ）　発売：レソノン・ミュージック
- AGAIN（歌手 本田美奈子.）〈ピアノ演奏&編曲〉　発売：日本コロムビア
- 黒い瞳／リベルタンゴ（ピアノ・ソロ）　発売：レソノン・ミュージック
- 映画「輪違屋糸里」オリジナル・サウンドトラック（オーケストラ）　発売：レソノン・ミュージック
- ロマンス（ピアノ・ソロ）　発売：レソノン・ミュージック
- レ・ミゼラブル（ピアノ・ソロ）　発売：レソノン・ミュージック
- チャルダッシュ／ボヘミアン・ラプソディ（ピアノ・ソロ）　発売：レソノン・ミュージック
- ノスタルジアと演奏会用ブリランテ（ピアノ・ソロ）　発売：レソノン・ミュージック
- ピアノ協奏曲「宿命（オーケストラ）発売：レソノン・ミュージック

## 雑誌（表紙）
- あさひグリーンファミリー 表紙
- ピアノ専門誌「月刊ショパン」
  - 2011年11月号表紙&特集号
  - 2015年6月号表紙&特集号

## テレビ（特番）
- 平原誠之1時間の特集番組。テレビ局：エルサルバドル国営放送（TVES）全国放映

## ラジオ（冠番組）
- 平原誠之♬音楽のおもてなし（毎週日曜21:00〜22:00）
  - ラジオ局「レディオ・バルーン」の看板番組としてパーソナリティを務める。
  - 主な番組ゲスト：泉谷しげる、今井清隆、大西幸仁など。
  - 2018年5月〜12月（2019年1月より、活動スケジュールの都合上終了）

## 後援会・ファンクラブ
- 平原誠之後援会「飛翔之会」
- 平原誠之熊本ファンクラブ「くまたん会」